# Historia de la Unión Cívica Radical (1916-1930)
Entre 1916 y 1930, la Unión Cívica Radical (UCR) formó los gobiernos nacionales de la República Argentina. 
En 1916 se eligió por primera vez en Argentina al presidente de la Nación utilizando el sistema de voto secreto y obligatorio para todos los hombres mayores de 18 años, establecido por la Ley Sáenz Peña.
En las elecciones de 1916 triunfó la Unión Cívica Radical (UCR) resultando elegido presidente Hipólito Yrigoyen. A partir de entonces se abriría una serie interrumpida de tres presidencias radicales, la primera presidencia de Hipólito Yrigoyen (1916-1922), la presidencia de Marcelo T. de Alvear (1922-1928) y la segunda presidencia de Hipólito Yrigoyen (1928-1930), siendo este el mayor período de tiempo consecutivo que la UCR se mantuvo en el  poder. La última de las mencionadas presidencias fue interrumpida por un golpe de Estado militar producido el 6 de septiembre de 1930, encabezado por el general José Félix Uriburu.

## El primer gobierno de Hipólito Yrigoyen (1916-1922)

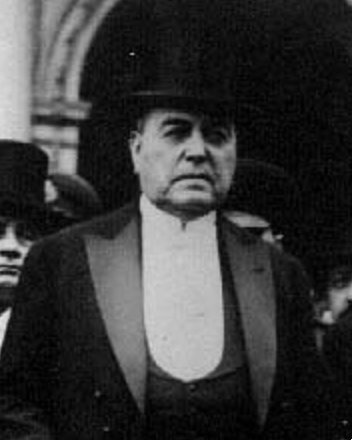
Hipólito Yrigoyen.

El triunfo electoral significó la llegada a la conducción de diferentes ámbitos estatales, de un amplio sector social que hasta ese momento estaba excluido de los puestos públicos de dirección. Se trataba de sectores medios, sin grandes recursos económicos, ni conexiones con las clases altas. La presencia de funcionarios "sin apellido"'
Durante el primer gobierno de Yrigoyen el impresionismo estuvo en minoría en el Congreso militar: en la Cámara de diputados 145 miembros eran radicales y 129 opositores, mientras que en el Senado sobre 58 miembros solo 2 eran radicales.
Aún en minoría, Yrigoyen mantuvo una actitud poco proclive al diálogo y la negociación, no sólo con los partidos tradicionales conservadores que controlaban el Senado, sino que también con los nuevos partidos populares que adquirieron protagonismo a partir del voto secreto: el Partido Socialista y del Partido Demócrata Progresista.
Yrigoyen gobernó prácticamente sin recurrir al Congreso y puso en práctica una política generalizada de intervenciones al gobernador con el fin de debilitar a la oposición. Prácticamente todas las provincias fueron intervenidas, con excepción de Santa Fe, Buenos Aires y Jujuy.
Por otra parte Yrigoyen impuso un estilo de conducción muy personalista y directo, en el que sus ministros aparecían con escasa autonomía. La oposición, y más adelante un amplio sector de la UCR, criticaría severamente este estilo, que fue denominado como personalista.
Durante su gobierno Yrigoyen impulsó una serie de políticas que en conjunto implicaban una tendencia transformadora.

### Política económica

YPF sentó las bases del nacionalismo económico.

El importante historiador del radicalismo Gabriel del Mazo, dice que el gobierno de Yrigoyen se caracterizó por su "Plan de Tierra y Petróleo", en la que el Estado se reservaba un rol de intervención decisivo. El radicalismo mostró una tendencia económica que se apartaba del liberalismo clásico, a partir de la idea de intervención del Estado en la economía. El nacionalismo económico de Yrigoyen resulta claramente expuesto en los fundamentos al veto de la ley ferroviaria que la oposición conservadora logró sancionar en 1920, donde dice:

La política del P.E. es mantener en poder del Estado la explotación de fuentes naturales de riqueza, cuyos productos son elementos vitales del desarrollo del país... El Estado debe adquirir una posición cada día más preponderante en las actividades industriales que respondan principalmente a la realización de servicios públicos.

Sin embargo Yrigoyen debió enfrentar en la Argentina los problemas derivados de la Primera Guerra Mundial. Su política fue mantener la neutralidad, que implicaba en términos económicos continuar con el abastecimiento de aliados, clientes tradicionales.Las naciones en guerra demandaban alimentos baratos(como la carne enlatada) y algunos artículos industriales (como frazadas).Se estancaron, en cambio las exportaciones de maíz y carne refrigerada (mejor calidad que la enlatada)

#### Yacimientos Petrolíferos Fiscales (YPF)
La decisión más destacada del gobierno radical, a fines de la presidencia de Hipólito Yrigoyen, fue la creación el 19 de octubre de 1922, de la empresa estatal petrolera Yacimientos Petrolíferos Fiscales (YPF), que en el futuro sería la más grande del país y llegaría a emplear 50.000 trabajadores. Marcelo T. de Alvear (sucesor de Hipólito) designó al General Enrique Mosconi al frente de la misma, y abrió toda una línea de políticas económicas nacionalistas y anti-monopolio. Desde entonces el radicalismo haría de YPF una bandera ideológica.Esta iniciativa se enmarcó en un contexto signado por la fuerte presión que ejercían sobre el mercado petrolero argentino –y en general sobre toda América Latina- las compañías petroleras estadounidenses (Jersey Standart) y europeas (Anglo Persian Oil Company y Royal Dutch Shell).

#### La tierra
El gobierno de Yrigoyen logró que se sancionasen una serie de leyes de arrendamientos rurales para proteger a los colonos y chacareros frente a los grandes propietarios de tierra. En el mismo sentido reorganizó el Banco Hipotecario Nacional para apoyar con crédito subsidiado a los pequeños propietarios rurales. En 1918, por primera vez, el Estado intervino como vendedor único de la cosecha de cereales en el exterior.

#### Otras medidas de nacionalismo económico
Yrigoyen creó la Marina Mercante Nacional. Impulsó también una política de expansión y fortalecimiento de los ferrocarriles estatales, y se enfrentó con las poderosas empresas ferroviarias extranjeras al vetar la ley de formación de una empresa de ferrocarriles mixta, sancionada por la oposición. Realizó el llamado Tren de las Nubes (Huaytiquina), del Ferrocarril General Belgrano, conectando Salta con el océano Pacífico en Antofagasta (Chile), a través de la cordillera de los Andes, una gigantesca obra de ingeniería.

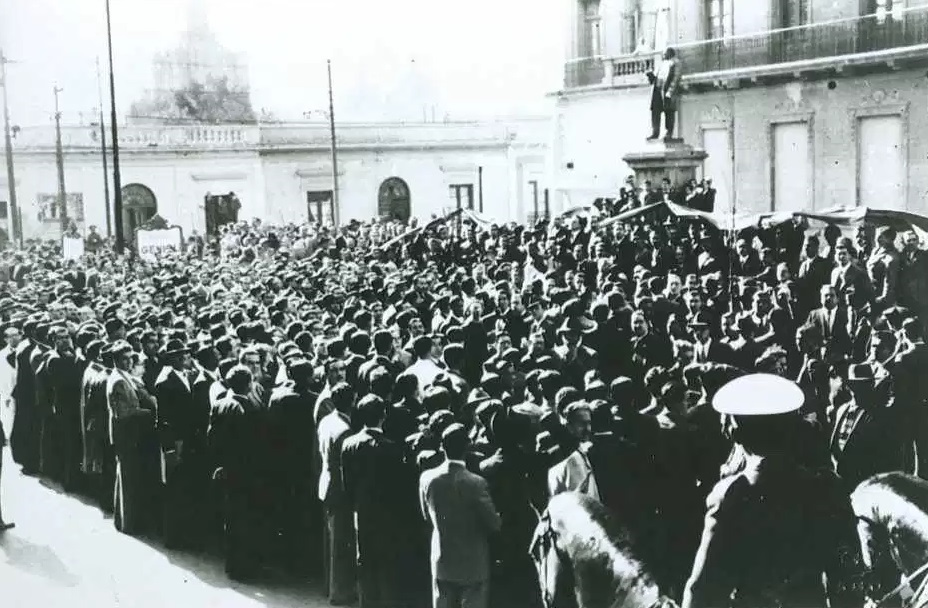
En 1918 comienza el movimiento de Reforma Universitaria.

### Política educativa
Durante el gobierno de Yrigoyen estalló en Córdoba el movimiento de Reforma Universitaria de 1918. Varios jóvenes radicales participaron en el movimiento como Gabriel del Mazo, uno de sus líderes principales. Yrigoyen apoyó los reclamos de autonomía universitaria y cogobierno estudiantil y aprobó los primeros estatutos reformistas.

### Política internacional
La política internacional de Yrigoyen fue motivo de fuertes discusiones, incluso en el seno del radicalismo. Yrigoyen básicamente sostuvo una política que puso un fuerte acento sobre la cuestión de la autodeterminación e igualdad de las naciones, frente a las grandes potencias. La oposición interna y extrapartidaria criticó reiteradamente las decisiones del radicalismo en materia de política exterior, utilizando el argumento de que llevaría al aislamiento del país. Sobre esa base:
- Mantuvo la neutralidad en la Primera Guerra Mundial pero con fuertes reclamos a los países beligerantes de ambos bandos.
- En 1917, convocó a un Congreso de Naciones Latinoamericanas no beligerantes para fijar una posición común frente a la Primera Guerra Mundial, que fracasó debido a la fuerte oposición de Estados Unidos.
- Frente al Tratado de Versalles y la creación de la Sociedad de Naciones, la posición argentina fue sostener la separación entre ambos actos: el Tratado era una cuestión que debería limitarse a los países que lucharon, mientras que la Liga de las Naciones, por el contrario, debería ser una asociación igualitaria y voluntaria de todas las naciones del mundo. El rechazo de la posición argentina, fundamentalmente impulsado por las naciones imperiales europeas, en una época en que los pueblos de África y Asia aún continuaban gobernados por el colonialismo europeo, llevó a un polémico retiro de la delegación nacional.

### Política laboral
La política laboral del gobierno radical fue sumamente contradictoria. Por un lado impulsó la sanción de leyes laborales y mandó al Congreso en 1921 un proyecto de Código del Trabajo, en un sentido coincidente con los reclamos que los socialistas y el movimiento obrero venían realizando desde décadas atrás. Actuó además como mediador en numerosos conflictos laborales, promoviendo la negociación de acuerdos basados en la justicia social.
Pero, por otro lado, mantuvo relaciones muy conflictivas con el sector mayoritario del movimiento obrero, negándole su derecho a representar a los trabajadores argentinos en el acto de constitución de la OIT (1919), por lo que el gobierno argentino fue seriamente reprendido por el organismo internacional, a la vez que durante su gobierno se produjeron las masacres obreras mas grandes de la historia argentina: la Semana trágica de 1919, la Patagonia Rebelde (1921/1922), y las masacres de la Forestal.

## El gobierno de Marcelo T. de Alvear (1922-1928)

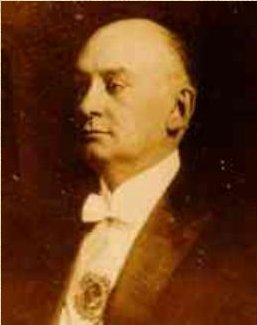
Marcelo T. de Alvear.

Los comicios se realizaron el 2 de abril de 1922. Marcelo T. de Alvear, por la UCR, obtuvo el triunfo con 450 000 votos; la Concentración Nacional (alianza electoral conservadora) obtuvo 200 000 votos; el Partido Socialista obtuvo 75 000 votos; y el Partido Demócrata Progresista obtuvo 75 000 votos. El vicepresidente fue Elpidio González.
Marcelo T. de Alvear desarrolló una presidencia marcadamente diferente, en estilo y contenido a la de Hipólito Yrigoyen.
En primer lugar, el radicalismo durante su mandato, manifestó una clara vocación de diálogo y alianzas con otras fuerzas políticas, en particular con los socialistas y demócratas progresistas. La presencia de militantes radicales en el gabinete fue reducida y los ministros y secretarios gozaron de mayor autonomía. El ministro Nicolás Matienzo desempeñó un rol de coordinación del gabinete. Dos ministros del gabinete de Alvear serían durante la Década Infame presidentes de la Nación: Agustín P. Justo y Roberto M. Ortiz.
En segundo lugar, las políticas de transformación económica, política y social que había delineado el gobierno de Yrigoyen, resultaron atenuadas, cuando no directamente revertidas, durante el gobierno de Alvear. Es lo que sucedió con la Reforma Universitaria, por ejemplo o con la decisión de Alvear de vetar el proyecto de ley que extendía la jubilación a amplios sectores de trabajadores y que lo enfrentó con el movimiento sindical. Ello no impidió sin embargo que fuera el gobierno de Alvear el que enviara al Congreso el proyecto de ley de nacionalización del petróleo, aunque nunca logró que fuera aprobado.

### Personalismo (H.Yrigoyen) vs. Anti-Personalismo (M.T. de Alvear)
La Unión Cívica Radical estaba dividida interiormente, desde principios de siglo, entre los llamados "azules" o "galeritas", de tendencia más conservadora y origen social de clase media alta, muy fuertes en la Ciudad de Buenos Aires, y los llamados "grises" de tendencia más popular y origen social de clase media baja, fuertes en la Provincia de Buenos Aires.
Las raíces del enfrentamiento se remontan a la época en que Alem e Yrigoyen estaban enfrentados. Muchos de los seguidores de Alem, como Barroetaveña, Torino, Le Breton, Gouchon, integraron las filas de antipersonalismo. Posteriormente, en 1909, Leopoldo Melo agrupó a un sector que se oponía al abstencionismo propuesto por Yrigoyen.
Pero es, a partir del fin del mandato de Yrigoyen en 1922 que el antipersonalismo tomó fuerza, en gran medida amparado por Marcelo T. de Alvear, que los apoyó abiertamente aunque sin abandonar la Unión Cívica Radical. Muchos de sus ministros eran radicales antipersonalistas: Gallo, Ortiz, Le Breton.
Estas diferencias llevaron a un enfrentamiento entre Alvear e Yrigoyen, que a su vez condujo a una división aún más profunda de la UCR entre yrigoyenistas y antipersonalistas. El líder del radicalismo antipersonalista fue Leopoldo Melo. Con él estaban entre otros Vicente Gallo, Tomás Le Breton, José P. Tamborini, Enrique Mosca, José C. Crotto, Roberto M. Ortiz, el lencinismo de Mendoza, el bloquismo de San Juan, los radicales principistas de Entre Ríos con Miguel Laurencena a la cabeza. Los antipersonalistas criticaban el liderazgo vertical y personalista de Yrigoyen, así como su personalidad cerrada y poco proclive al diálogo. Los antipersonalistas daban máxima importancia a una de las cuatro banderas que Leandro Alem señaló como bases del radicalismo: "la impersonalidad de la coalición".

#### La Unión Cívica Radical Antipersonalista
Roberto M. Ortiz, sería presidente de la Nación en 1938. En 1924 la UCR de la Ciudad de Buenos Aires se dividió: se constituyeron dos Comités paralelos y apareció la Unión Cívica Radical Antipersonalista liderada por Leopoldo Melo y Enrique Mosca.
En 1925, la Unión Cívica Radical Antipersonalista constituyó su propio Comité Nacional. En las elecciones parlamentarias de 1926 concurrió con candidatos propios y se ubicó como segunda fuerza nacional con 218 000 votos detrás de la UCR que obtuvo 338 000 votos. Debido a que los conservadores se habían ubicado terceros con 160 000 votos, la posibilidad de una alianza de conservadores y antipersonalistas aparecía como una posibilidad cierta para obtener la victoria en las elecciones presidenciales de 1928.
Aunque Alvear apoyaba al antipersonalismo cuando el sector intentó intervenir la provincia de Buenos Aires para afectar las posibilidades electorales del yrigoyenismo, Alvear se negó y lo impidió, afectando seriamente al radicalismo antipersonalista. La respuesta de Alvear a sus amigos antipersonalistas fue muy demostrativa de su posición política:

"¡A mí no me vengan a joder! ¡Arréglense solos y ganen si son más!".

Simultáneamente, surgieron movimientos radicales autónomos, como el que desarrollaron los Lencinas en Mendoza. El "lencinismo" estaba enfrentado a Hipólito Yrigoyen y se alineó originalmente con los antipersonalistas. Pero poco habría de durar la alianza, en especial porque las políticas sociales del lencinismo (jornada de ocho horas, ley de salario mínimo, creación de cajas de jubilaciones y pensiones), entre otras, chocaban con el sesgo conservador del antipersonalismo. Debido a ello Alvear intervino Mendoza en 1924.
Los radicales yrigoyenistas como Horacio Oyhanarte, el vicepresidente Elpidio González, Délfor del Valle, el gobernador de Buenos Aires José Luis Cantilo, y un grupo de jóvenes liderados por Diego Luis Molinari, defendían ardorosamente el fuerte liderazgo de Yrigoyen. Es entonces cuando apareció el apodo de "el peludo" que los antipersonalistas le asignaron a Yrigoyen por su personalidad cerrada.
En 1927, la Unión Cívica Radical Antipersonalista eligió como candidato a presidente a Leopoldo Melo, acompañado por Vicente Gallo para vicepresidente, que sería inmediatamente apoyado por la Confederación de las Derechas, unificadora de todo el espectro conservador.
A comienzos de 1928 el yrigoyenismo ganó en Tucumán, Santa Fe y sobre todo la gobernación de Córdoba, hasta ese momento en manos de los demócratas (Confederación de las Derechas). La vuelta de Yrigoyen al poder comenzó a visualizarse como un alud. En la campaña yrigoyenista participó Ignacio Corsini, un famoso cantor de tangos, quien cantó por todo país el tango de Enrique P. Maroni “Yrigoyen Presidente”. En marzo Yrigoyen fue elegido candidato
a presidente, acompañado por Francisco Beiró.
El 1 de abril se realizaron las elecciones. Los dos candidatos con posibilidades eran radicales. Triunfó Yrigoyen por una diferencia aplastante: 840 000 votos contra 440 000 de Melo-Gallo. Los socialistas quedaron terceros con 65 000 votos. La asunción fue el 12 de octubre.

## El segundo gobierno de Hipólito Yrigoyen (1928-1930)

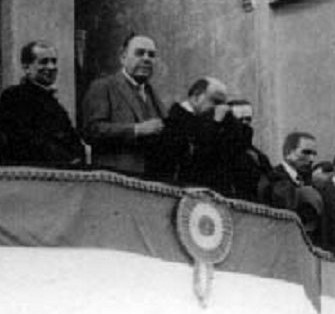
Hipólito Yrigoyen asumió por segunda vez en 1928.

El gobierno de Yrigoyen fue muy criticado por las intervenciones federales que dispuso y una serie de asesinatos políticos nunca resueltos adecuadamente. 
Yrigoyen intervino las provincias de Mendoza y San Juan, gobernadas por opositores: el lencinismo en la primera, y el bloquismo de los Cantoni en la segunda. El conflicto se centró en la aprobación de diplomas de senadores provinciales ya electos. El 10 de noviembre de 1929 fue asesinado el senador opositor mendocino Carlos Washington Lencinas por un grupo yrigoyenista. Lógicamente se acusó a Yrigoyen de haberlo ordenado. El crimen causó estupor en el país. Un mes después hubo un atentado anarquista contra Yrigoyen al salir de su casa para ir a la Casa de Gobierno.
El año 1930 se inició con otro asesinato de un opositor en una provincia intervenida por el gobierno, el del abogado bloquista Manuel Ignacio Castellano en San Juan.
El 2 de marzo se realizaron elecciones parlamentarias que tuvieron un resultado negativo para la UCR. A nivel nacional la Unión Cívica Radical, con 655 000 votos, perdió frente a los 695 000 que obtuvo la oposición. Adicionalmente la UCR sufrió una derrota estrepitosa en el influyente distrito de la Ciudad de Buenos Aires, en el que el Partido Socialista Independiente obtuvo 100 000 votos, seguidos del Partido Socialista original con 84 000, que a su vez superó por mil votos a la UCR.
En plena crisis económica y política, y cuando aún faltaban cuatro años para las elecciones presidenciales, la debilidad del gobierno de Yrigoyen se hizo crítica. El radicalismo estaba completamente dividido y el gobierno no tenía diálogo con la oposición.
La actividad más importante y duradera del segundo gobierno de Yrigoyen fue su política petrolera y en especial la decisión de YPF de intervenir en el mercado petrolero , el 1 de agosto de 1930, para fijar el precio y romper los trusts. El golpe de Estado sucedería apenas 36 días después, lo que ha llevado a varios historiadores a vincular, al menos parcialmente, el golpe militar con la decisión de YPF.
El 6 de septiembre de 1930 el general José Félix Uriburu derrocó al gobierno constitucional, iniciando una serie de golpes de estado que se extenderán hasta la década de 1980 interrumpiendo todos los gobiernos surgidos del voto popular.
El historiador Félix Luna dice de ese momento:

La quiebra del ímpetu liberador del gobierno radical se debió fundamentalmente a la quiebra del radicalismo mismo.

Al atardecer de ese día Ricardo Rojas, famoso historiador, dirigente radical y rector de la Universidad de Buenos Aires, le dijo a su esposa:

Se acabó la Argentina...¡Y quién sabe por cuántos años!.

En abierta oposición y hostigamiento al golpe de Estado del 6 de septiembre de 1930, que derrocó al Presidente Constitucional Hipólito Yrigoyen, la agrupación "Fuerza de Orientación Radical de la Joven Argentina" (FORJA) realizó actos de protesta y fuertes denuncias como las que manifiestan estos afiches suscriptos, entre otros, por Arturo Jauretche, Raúl Scalabrini Ortiz, Luis Dellepiane y Homero Manzi.
Tres años después, el 3 de julio de 1933, luego de haber permanecido la mayor parte del tiempo detenido, murió Hipólito Yrigoyen. El pueblo de la ciudad de Buenos Aires realizó entonces una de las manifestaciones masivas más extraordinarias y sorpresivas de la historia argentina.

## Radicalismo y fascismo
Diversos estudios han puesto de relieve ciertas relaciones entre el radicalismo y el fascismo en esta etapa, principalmente a través de la Liga Patriótica Argentina y el "Grupo Italiano" de Vittorio Valdani. 
La Liga Patriótica fue fundada por dos personas íntimamente relacionadas con el radicalismo: Manuel Carlés, quien fuera convencional constituyente y diputado nacional por la UCR, y el almirante Manuel Domecq García, quien fuera ministro de Marina del gobierno de Marcelo T. de Alvear. Otros radicales fundadores de la Liga Patriótica fueron Vicente Gallo (senador y ministro) y Manuel De Iriondo (diputado). La Liga Patriótica reunió un ejército parapolicial de varias miles de personas, ejecutando actos de terrorismo, contra objetivos sindicales, anarquistas, socialistas y judíos. En 1919 fue responsable de la realización de los únicos pogroms antisemitas registrados en América. 
Marcelo T. de Alvear, por su parte, nombró a uno de sus máximos líderes, el almirante Manuel Domecq García, como uno de sus ministros.
Los gobiernos radicales también mantuvieron una estrecha relación con el grupo fascista del empresario Vittorio Valdani, propietario de la Compañía General de Fósforos Sudamericana y de la Compañía General Fabril Financiera. Valdani fue el encargado por el Partido Fascista italiano de organizar y dirigir los Fasci italianos en Argentina, creando en 1930 el principal órgano de prensa de fascismo en Sudamérica, el periódico Il Mattino d’Italia, que se publicó en italiano hasta octubre de 1944. Valdani, además, fue un alto dirigente empresarial, desempeñándose como vicepresidente de la Unión Industrial Argentina (UIA) entre 1911 y 1930..
De manera similar a la Liga Patriótica, los gobiernos radicales mantuvieron estrechas relaciones con el grupo fascista de Valdani, quien le ofrecía a la UCR el apoyo del voto italiano. El grupo fascista de Valdani apoyaba la política laboral de Yrigoyen de que el Estado fuera mediador en los conflictos laborales. En 1924, el propio Valdani, fue designado por el presidente Marcelo T. de Alvear, a sugerencia del ministro Tomás Le Breton, amigo personal de Valdani, como Director Administrativo de la empresa estatal Yacimientos Petrolíferos Fiscales (YPF).